# Chi è Harry Kellerman e perché parla male di me?
Chi è Harry Kellerman e perché parla male di me? è un film del 1971 diretto da Ulu Grosbard.

## Trama
Georgie Soloway, un compositore di musica country ricco e di successo che vive in un attico di lusso, è ossessionato a causa di un uomo di nome Harry Kellerman, che diffonde per telefono bugie oltraggiose su lui. Le donne con cui è uscito in passato ora lo rifiutano dopo aver ricevuto chiamate dal misterioso Harry, e così Georgie fantastica di suicidarsi saltando dal balcone. Le visite regolari dal suo psichiatra non lo aiutano. Di notte lotta con l'insonnia e riesce a dormire solo quando il suo contabile di lunga data si avvicina e gli legge i suoi estratti conto. Sebbene Georgie sia uno scrittore di canzoni d'amore, non ha mai avuto una relazione duratura. La sua prima ragazza, Ruthie, ha rotto con lui dopo essere rimasta incinta. In seguito ha sposato Gloria, da cui sono nati due figli, ma poi è seguito inevitabile il divorzio. Le cose sembrano farsi serie con Allison, un'attrice-cantante trentaquattrenne che, come lui, ha un matrimonio fallito alle spalle e pensieri suicidi. Un giorno Georgie fa visita all'anziano padre Leonard, che gestisce un piccolo ristorante e ha sempre sognato di aprirne uno più grande. Georgie gli chiede perché non apre il grande ristorante dei suoi sogni con gli assegni che Georgie gli ha inviato, invece di rispedire sempre gli assegni. Suo padre dice che sta iniziando a soffrire gli effetti dell'arteriosclerosi e che è troppo tardi per aprire un nuovo ristorante adesso, perché presto morirà. Georgie fa un giro sopra New York nel suo aereo privato e cerca il cimitero dove suo padre ha detto che voler essere sepolto. Quindi, prova a chiamare prima Ruthie e poi Allison sul telefono dal suo aereo. Nessuna delle due donne riconosce la sua voce, quindi riattacca, ma non prima di aver rivelato di essere proprio lui Harry Kellerman.

## Critica
«selvaggio psico(melo)dramma pieno di valori simbolici... Una bravissima Harris cancella tutti gli altri» ** 

## Riconoscimenti
- 1972 - Premio Oscar
  - Candidatura Miglior attrice non protagonista a Barbara Harris